# Rodine (Žirovnica, Slovenija)
Rodine je naselje u slovenskoj Općini Žirovnici. Rodine se nalazi u pokrajini Gorenjskoj i statističkoj regiji Gorenjskoj. 

## Stanovništvo
Prema popisu stanovništva iz 2002. godine naselje je imalo 340 stanovnika.